# Переулок Ульяны Громовой (Санкт-Петербург)
Переу́лок Улья́ны Гро́мовой — переулок в Центральном районе Санкт-Петербурга. Проходит от улицы Восстания до Лиговского проспекта.

## История
Первоначальное название переулка — Лиговский — появилось в 1798 году. Второе название — Гусев — переулок получил в 1821 году. Оно пошло от фамилии домовладельца — купца 1-й гильдии Петра Евсеевича Гусева, проживавшего в конце XVIII века в доме № 3. Нынешнее название переулок получил 15 декабря 1952 года. Он был назван в честь Героя Советского Союза участницы подпольной организации «Молодая гвардия» Ульяны Громовой.
В наше время Лиговским переулком называется переулок, идущий от Пушкинской улицы до Лиговского проспекта.

## Здания

### Нечётная сторона

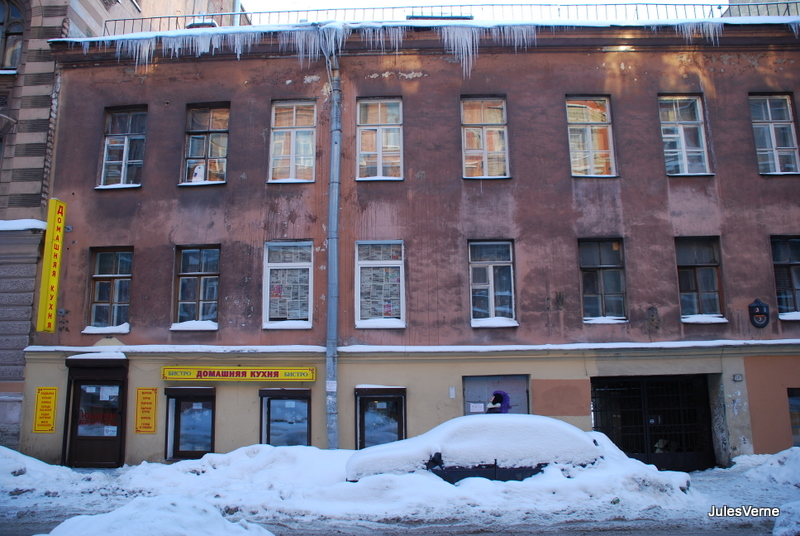
Дом № 3

- Дом № 1 (ул. Восстания, 13) — доходный дом В. А. Богдановича. Был построен в 1882 году архитекторами П. И. Шестовым и В. П. Богдановичем в стиле эклектика. В 1898 г. дом продается отставному лейтенанту Гвардейского экипажа, предпринимателю И. Н. Величко.
- Дом № 3 — самое старое здание в переулке (до 1840), в конце XVIII столетия в нём проживал домовладелец, купец 1-й гильдии Пётр Евсеевич Гусев.
- Дом № 5 — доходный дом, был построен архитектором Н. К. Рейзманом в 1883—1884 годах.
- Дом № 7 — доходный дом, был построен архитектором А. А. Докушевским в 1882 году.

### Чётная сторона

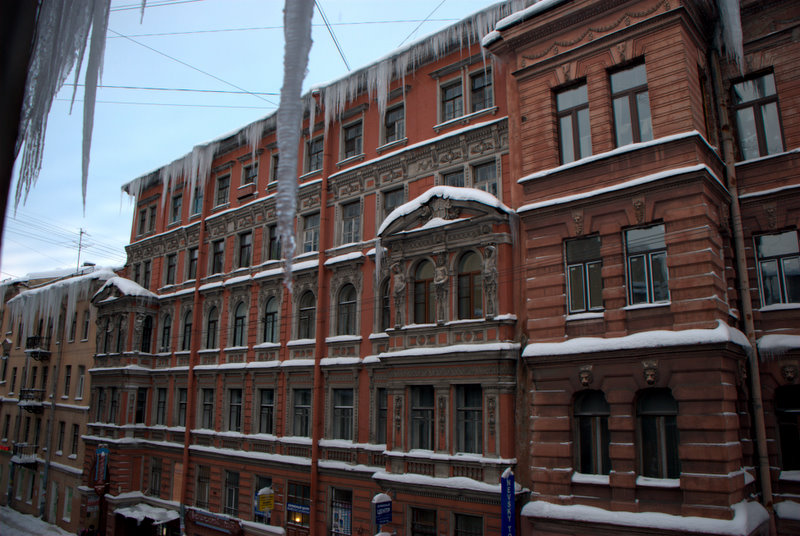
Дом № 4

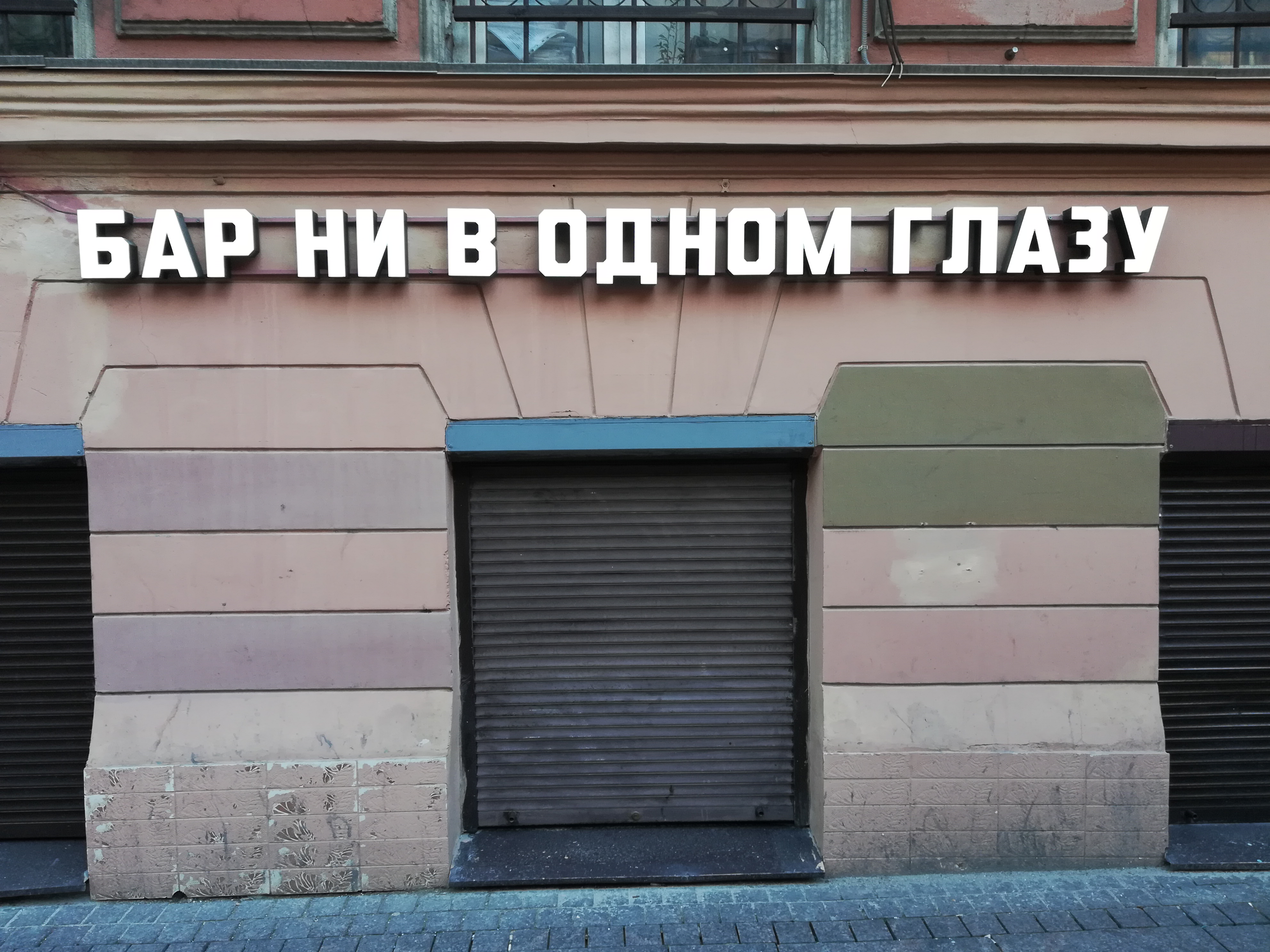
2020 г.

- Дом № 2 (ул. Восстания, 15) — Дом Кожухина (Дом В. Д. Кехли). В 1830-х гг. угловой дом принадлежал купцу Кожухину. На участке располагался двухэтажный каменный дом с мезонином, деревянный флигель и службы. В 1875 г., когда дом принадлежал штабс-капитану В. Д. Кехли. его надстроили на два этажа по проекту архитектора К. К. Андерсона, с участием техника А. И. Долотова.
- Дом № 4  7831784000 — доходный дом В. Ф. Краевского, был построен архитектором В. А. Фомичевым в 1880—1881 годах в стиле эклектика. Фасад украшен двумя эркерами-ризалитами. Простенки эркера на третьем этаже украшены скульптурами кариатид. В 2001 году дом включён КГИОПом в «Перечень вновь выявленных объектов, представляющих историческую, научную, художественную или иную культурную ценность». В декабре 2018 года в доме открыт бар[1].
- Дом № 6 — доходный дом, построен архитектором А. Л. Гольмом в 1879—1880 годах.
- Дом № 8 (Лиговский просп., 25) — доходный дом Сливчанского, построен архитектором К. Е. Егоровым в 1854 году в стиле эклектика, расширен П. К. Сверчковыми в 1857 году. С 1873 по 1874 год в квартире № 17 жил Ф. М. Достоевский[2][3].